# تياغو ريبيرو
تياغو ريبيرو كاردوزو الشهير باسم تياغو ريبيرو (24 فبراير 1986

 في بونتيس غيستال) (بالبرتغالية:Thiago Ribeiro Cardoso) لاعب كرة قدم برازيلي يلعب حاليا لصالح نادي الأهلي الإماراتي اهلي دبي الإماراتي منذ 2015 في مركز المهاجم .
لعب ريبيرو في أندية ريو برانكو (2002-2005) بوردو بالإعارة (2004-2005) ساو باولو (2005-2006) الريان (2007-2008) .
ساهم ريبيرو في تتويج نادي ساو باولو ببطولة كأس العالم للأندية 2005 وببطولة دوري الدرجة الأولى 2006 .

## روابط خارجية
- تياغو ريبيرو على موقع رابطة كرة القدم الفرنسية للمحترفين (الإنجليزية)
- تياغو ريبيرو على موقع قاعدة بيانات كرة القدم.إي يو (الإنجليزية)
- تياغو ريبيرو على موقع Soccerbase.com (لاعب) (الإنجليزية)
- تياغو ريبيرو على موقع Soccerway.com (الإنجليزية)
- تياغو ريبيرو على موقع عالم كرة القدم.نت (الإنجليزية)
- تياغو ريبيرو على موقع كووورة
- تياغو ريبيرو على موقع AS.com (الإسبانية)